# Edward Bond
Edward Bond (Holloway vagy London, 1934. július 18. – Great Wilbraham, 2024. március 3.) angol drámaíró, rendező, forgatókönyvíró.

## Életpályája
A második világháborúban több más városi gyerekkel együtt vidékre menekítették, de London 1940-es és 1944-es bombázásánál jelen volt. 1949-től nem tanult tovább, hanem gyárakban és irodákban dolgozott. 1953-ban behívták katonának Bécsbe. 
Egyetemi tanulmányait a Yale Egyetemen végezte. 1958-ban a londoni Royal Court Színház tagja lett. Az 1970-es években vált ismertté Európában. 1977–1979 között Northern Arts irodalmi ösztöndíjas volt. 1982–1983-ban az Essexi Egyetem támogatott drámaírója. Az 1980-as évek közepén otthagyta a színházat, és csak az 1990-es években tért vissza.

## Művei

### Drámák
- The Pope's Wedding (1962, magyarul: A pápa lakodalma, 1977)
- Saved (1965, magyarul: Kinn vagyunk a vízből, 1977)
- Narrow Road to the Deep North (1968)
- Early Morning (1968)
- Passion (1971)
- Black Mass (1971)
- Lear (1972, film: 1982)
- The Sea (1973)
- Bingo (1974, magyarul: Fej vagy írás, 1977)
- The Fool (1976)
- A-A-America (Grandma Faust an the Swing) (1976)
- Stone (1976)
- The Bundle (1978)
- The Woman (1978)
- The Worlds and the Activist Papers (1980)
- Restoration (1981)
- Summer: A Play for Europe (1982)
- Derek (1983)
- Human Cannon (1985)
- War Plays (1985)
- Jackets (1989)
- In the Company of Men (1989)
- September (1990)
- Olly's Prison (1992)
- Tuesday (1993)
- Coffee: A Tragedy (1995)
- At the Inland Sea (1996)
- Eleven Vests (1997, magyarul: Tizenegy trikó)
- The Crime of the Twenty-First Century (1998)
- The Children (2000)
- Chair (2000)
- Have I None (2000)
- Saved (2000)
- Existence (2002)
- Born (2004)
- The Balancing Act (2004)
- The Short Electra (2004)
- My Day (2005)
- The Under Room (2006)
- Arcade (2006)
- June (2007)
- People (2007)

### Librettók
- We Come to the River (1977)
- Orpheus (1982)
- The English Cat (1983)

### Versek
- Theatre Poems and Songs (1978)
- Collected Poems (1987)
- Notes on Post-Modernism (1990)
- Letters I.-V. (1994-2001)
  - I Harwood Academic Publishers (1994)
  - II Luxembourg, Harwood Academic Publishers (1995)
  - III Amsterdam, Harwood Academic Publishers (1996)
  - 4 Amsterdam, Harwood Academic Publishers (1998)
  - 5 London, Routledge (2001)
- The Crime of the Twenty-First Century (2000)
- Damned Souls in a Tobacco Century (2001)
- The Hidden Plot (2001)
- Selections From the Notebooks of Edward Bond (2001)

### Magyarul megjelent művei
- A pápa lakodalma. Négy dráma / A pápa lakodalma / Kinn vagyunk a vízből / Lear / Fej vagy írás; ford. Bart István et al., utószó Földényi F. László; Európa, Bp., 1977
- Lear; ford. Földényi F. László; Madách Színház, Bp., 1989 (Madách Színház műhelye)

### Filmjei
- Nagyítás (1966)
- Kohlhaas Mihály (1969)
- Cárok végnapjai (1971)
- Vándorrege (1971)
- Férfitársaságban (2003)

## Díjai, elismerései
- George Devine-díj (1968)
- John Whiting-díj (1968)
- Obie-díj (1976)